# Andrejs Butriks
Andrejs Butriks (Riga, 20 dicembre 1982) è un ex calciatore lettone, di ruolo attaccante.

## Carriera

### Club
Ha speso la maggior parte della sua carriera nelle file del Ventspils, con cui ha vinto tre campionati e tre coppe lettoni.

### Nazionale
Ha esordito in nazionale il 17 ottobre 2007, in un incontro valido per le Qualificazioni al campionato europeo di calcio 2008 contro la Danimarca, entrando nella mezz'ora finale al posto di Vīts Rimkus.
Curiosamente in ciascuna delle quattro occasioni in cui ha giocato con la nazionale è entrato dalla panchina, senza per altro mettere a segno reti. Con la Lettonia ha vinto una Coppa del Baltico, nel 2008.

## Statistiche

### Cronologia presenze e reti in nazionale
| Cronologia completa delle presenze e delle reti in nazionale ― Lettonia | Cronologia completa delle presenze e delle reti in nazionale ― Lettonia | Cronologia completa delle presenze e delle reti in nazionale ― Lettonia | Cronologia completa delle presenze e delle reti in nazionale ― Lettonia | Cronologia completa delle presenze e delle reti in nazionale ― Lettonia | Cronologia completa delle presenze e delle reti in nazionale ― Lettonia | Cronologia completa delle presenze e delle reti in nazionale ― Lettonia | Cronologia completa delle presenze e delle reti in nazionale ― Lettonia |
| Data                                                                    | Città                                                                   | In casa                                                                 | Risultato                                                               | Ospiti                                                                  | Competizione                                                            | Reti                                                                    | Note                                                                    |
| ----------------------------------------------------------------------- | ----------------------------------------------------------------------- | ----------------------------------------------------------------------- | ----------------------------------------------------------------------- | ----------------------------------------------------------------------- | ----------------------------------------------------------------------- | ----------------------------------------------------------------------- | ----------------------------------------------------------------------- |
| 17-10-2007                                                              | Copenaghen                                                              | Danimarca                                                               | 3 – 1                                                                   | Lettonia                                                                | Qual. Euro 2008                                                         | -                                                                       | 63’                                                                     |
| 26-3-2008                                                               | Andorra la Vella                                                        | Andorra                                                                 | 0 – 3                                                                   | Lettonia                                                                | Amichevole                                                              | -                                                                       | 66’                                                                     |
| 1-6-2008                                                                | Riga                                                                    | Lettonia                                                                | 2 – 1                                                                   | Lituania                                                                | Coppa del Baltico 2008                                                  | -                                                                       | 82’                                                                     |
| 20-8-2008                                                               | Urziceni                                                                | Romania                                                                 | 1 – 0                                                                   | Lettonia                                                                | Amichevole                                                              | -                                                                       | 72’                                                                     |
| Totale                                                                  |                                                                         | Presenze                                                                | 4                                                                       |                                                                         | Reti                                                                    | 0                                                                       |                                                                         |

## Palmarès

### Club
- Campionato lettone: 3

Ventspils: 2006, 2007, 2008
- Coppa di Lettonia: 4

Ventspils: 2003, 2004, 2005, 2007

### Nazionale
- Coppa del Baltico: 1

2008